# Svedenstierna
Svedenstierna var en svensk adelsätt med samma ursprung som ätten Svedenheim.
Stamfader för ätterna Svedenstierna och Svedenheim är Lars Jönsson som var bonde i Gåsta by i Fellingsbro under början av 1600-talet, samt riksdagsman år 1664 för häradet. Han fick bland annat två söner, Nils och Bengt. Den senare upptog namnet Svedmark och blev far till David som adlades Svedenheim. Nils Larsson var brukspatron vid Finnåkers och Kåfalla bruk samt ägde flera gods i Västmanland. Hans hustru var Catharina Christiernin, vars far var prosten Johannes Christiernin och modern var Magdalena Simonia; släkten Christiernin har gemensamt ursprung med af Cristiernin och von Christersson. Magdalena Simonia var dotterdotter till Johannes Rudbeckius. Nils Larsson adlades 1719 med namnet Svedenstierna och introducerades året därefter på nummer 1659.
Nils och Catharina Svedenstierna blev föräldrar till åtta barn som överlevde spädbarnsåren, samtliga söner. Sönerna Johan, Nils och Lars Svedenstierna fångades vid slaget vid Poltava men de lyckades rymma ur fångenskapen. De flesta ättlingarna var verksamma inom militären och som bruksägare. Ätten slocknade på svärdssidan 1894.
Till släkten hör Eric Thomas Svedenstierna.